# Synasellus tirsensis
Synasellus tirsensis är en kräftdjursart som beskrevs av Odette Afonso 1987. Synasellus tirsensis ingår i släktet Synasellus och familjen sötvattensgråsuggor. Inga underarter finns listade i Catalogue of Life.